# Aeródromo de Cuautla (Jalisco)
El Aeródromo de Cuautla (Código DGAC: CUJ) es un pequeño aeropuerto ubicado al sur de Cuautla, Jalisco y es operado por la alcaldía de la misma ciudad. Cuenta con una pista de aterrizaje de 1,100 metros de largo y 20 metros de ancho. No cuenta con plataforma de aviación ni gotas de viraje por lo que las aeronaves se aparcan en el terreno aledaño a la pista.